# هيرمان تالمادج
هيرمان تالمادج (بالإنجليزية: Herman Talmadge) (و. 1913 – 2002 م) هو سياسي من الولايات المتحدة الأمريكية ولد في ماكراي.
تولى منصب عضو مجلس الشيوخ الأمريكي .وهو عضو في الحزب الديمقراطي الأمريكي .

## التعليم
تعلم في جامعة جورجيا.